# LeFeuvre Scarp
LeFeuvre Scarp (englisch für LeFeuvre-Steilhang) ist eine unregelmäßig geformte und 750 m hohe Geländestufe im Osten des Palmerlands auf der Antarktischen Halbinsel. Sie befindet sich 18 km westlich des Kap Reichelderfer an der Wilkins-Küste und markiert die Nordseite der Wasserscheide zwischen dem Bingham-Gletscher und einem nördlich davon gelegenen und bislang unbenannten Gletscher.
Luftaufnahmen entstanden 1935 durch den US-amerikanischen Polarforscher Lincoln Ellsworth, 1940 bei der United States Antarctic Service Expedition (1939–1941) und 1947 bei der US-amerikanischen Ronne Antarctic Research Expedition (1947–1948). Der Falkland Islands Dependencies Survey (FIDS) nahm 1947 Vermessungen vor. Das UK Antarctic Place-Names Committee benannte sie 1962 nach Charles Frank LeFeuvre (* 1928), Funker des FIDS auf dem Brunt-Schelfeis (1956), auf Signy Island (1959) sowie auf Horseshoe Island und Stonington Island (1960).